# Borut Božič
Pour les articles homonymes, voir Božič.
Borut Božič (né le 8 août 1980 à Ljubljana) est un coureur cycliste et directeur sportif slovène. Coureur professionnel de 2004 à 2018, il se distingue au sprint et a notamment remporté le championnat de Slovénie sur route en 2008 et 2012, une étape du Tour d'Espagne 2009 et le classement général du Tour de la Région wallonne en 2007. Il devient directeur sportif de l'équipe Bahrain-Merida en 2019.

## Biographie

### Premières années professionnelles
Borut Božič devient cycliste professionnel en 2004 au sein de l'équipe slovène Perutnina Ptuj, qui évolue en troisième division (GS3), puis avec le statut d'équipe continentale à partir de 2005. Božič est en 2004 vainqueur d'étapes de la Jadranska Magistrala, dont il prend la troisième place finale, du Tour de Slovénie, du Tour de Serbie. Il est deuxième du Grand Prix Krka, troisième du Circuit des bords flamands de l'Escaut, cinquième du Grand Prix de Denain. L'année suivante, il est vainqueur d'une étape et du classement général de la Jadranska Magistrala. Il est deuxième du Poreč Trophy. En septembre, il gagne une étape Tour de l'Avenir, dont il porte pendant deux jours le maillot jaune. Borut Božič gagne onze courses en 2006 : trois étapes du Tour de Cuba et de l'Olympia's Tour, deux étapes du Tour de Slovénie, le prologue et le classement général de l'Istrian Spring Trophy, une étape du Circuit des Ardennes, dont il prend la deuxième place du classement général. Fin septembre, il dispute le championnat du monde sur route, dont il prend la 77e place.
En 2007, Borut Božič rejoint l'équipe continentale professionnelle italo-suisse LPR. Il gagne cette année-là le Grand Prix Kranj, le Tour de la Région wallonne et une étape du Tour d'Irlande. Il participe en septembre au championnat du monde sur route, qu'il ne termine pas.
En 2008, il est recruté par l'équipe continentale professionnelle Cycle Collstrop. En début d'année, il est vainqueur d'une étape de l'Étoile de Bessèges et du Tour d'Andalousie. Il est pour la première fois champion de Slovénie sur route. En août, il est sélectionné en équipe nationale pour la course en ligne des Jeux olympiques de Pékin, avec Jure Golčer, Simon Špilak et Tadej Valjavec. Il ne termine pas cette course. En fin d'année, il est à nouveau en équipe nationale pour le championnat du monde sur route, dont il prend la 62e place.

### De 2009 à 2011: chez Vacansoleil

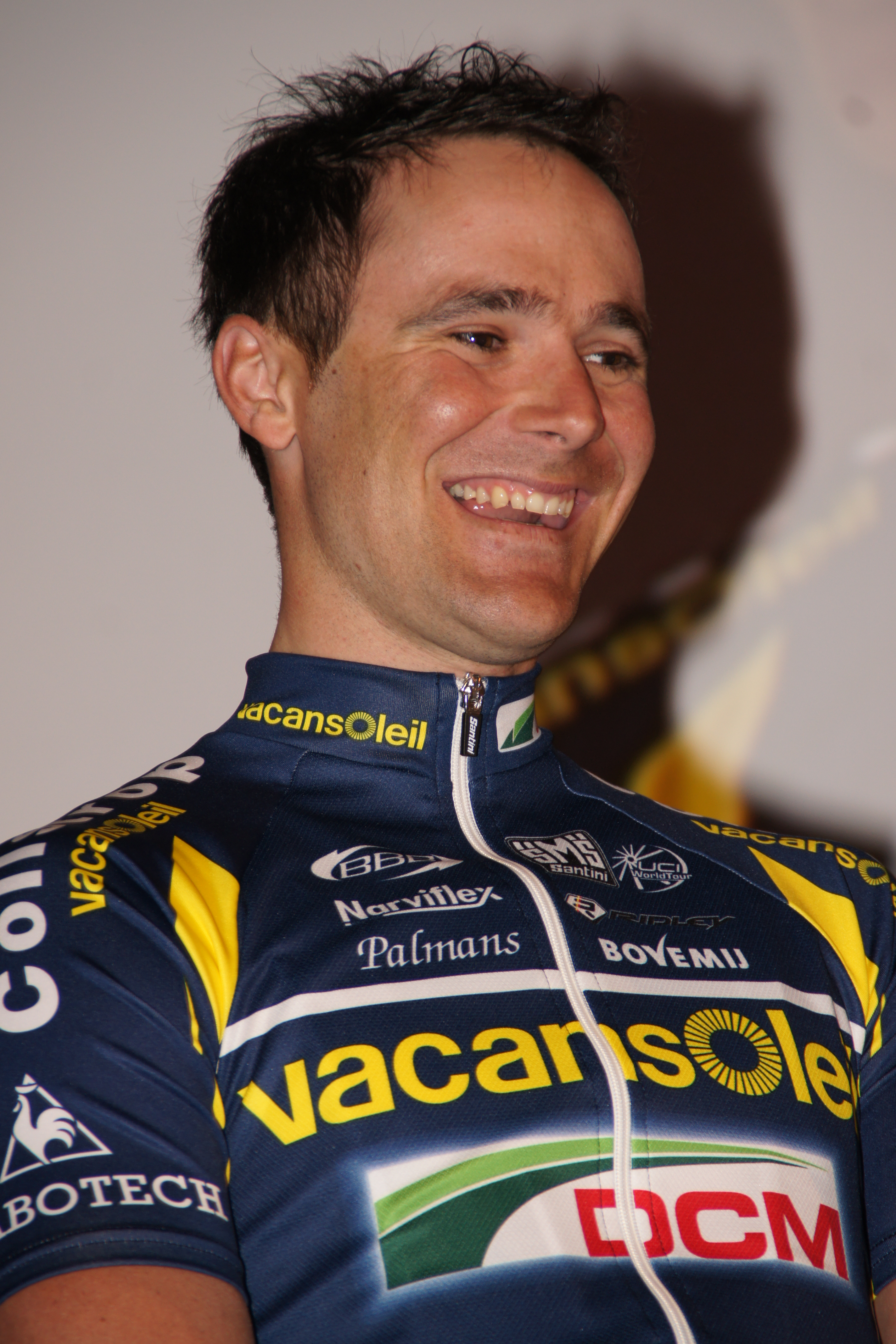
Borut Božič lors de la présentation de l'équipe Vacansoleil-DCM 2011.

En 2009, Borut Božič est l'un des cinq coureurs de Cycle Collstrop à intégrer l'équipe continentale professionnelle néerlandaise Vacansoleil. Après plusieurs places d'honneur en début d'année, il obtient ses premières victoires en mai en gagnant deux étapes du Tour de Belgique. En août, il gagne au sprint la première étape du Tour de Pologne, devant André Greipel. C'est sa première victoire dans une course du ProTour, la première également pour Vacansoleil. Il gagne la première étape du Tour du Limousin deux semaines plus tard puis prend le départ du Tour d'Espagne, son premier grand tour, à la fin du mois. Il est deuxième de la troisième étape puis s'impose au sprint lors de la sixième étape, devant Tyler Farrar et Daniele Bennati. Il offre ainsi à Vacansoleil sa principale victoire jusqu'alors, la première dans un grand tour. À l'issue cette première saison avec Vacansoleil, son contrat est prolongé jusqu'à 2011. Il termine l'année au championnat du monde sur route.
En 2010, il commence sa saison par deux victoires d'étapes à l'Étoile de Bessèges. En septembre, il gagne une étape du Tour de Grande-Bretagne et termine à la deuxième place du classement général. Il participe à nouveau au championnat du monde sur route en fin de saison. En 2011, l'équipe Vacansoleil intègre le World Tour et participe donc désormais à l'ensemble des courses de ce calendrier. Borut Božič dispute ses premiers Tour d'Italie et Tour de France. Entretemps, il gagne une étape du Tour de Suisse : alors que son coéquipier Marco Marcato est rattrapé 50 mètres avant la ligne d'arrivée, il parvient à déborder Óscar Freire pour l'emporter. Au Tour de France, il est trois fois classé parmi les dix premiers d'étapes, dont la dernière aux Champs-Élysées (7e). En août, il est sixième de la London-Surrey Cycle Classic, course préparant la course en ligne des Jeux olympiques de Londres, sur le même parcours. Il est ensuite troisième de la Vattenfall Cyclassics, neuvième du Mémorial Rik Van Steenbergen, sixième de Paris-Bruxelles, quatrième du Grand Prix d'Isbergues. Fin septembre, il prend la septième place du championnat du monde sur route, remporté au sprint par Mark Cavendish.

### De 2012 à 2015: chez Astana

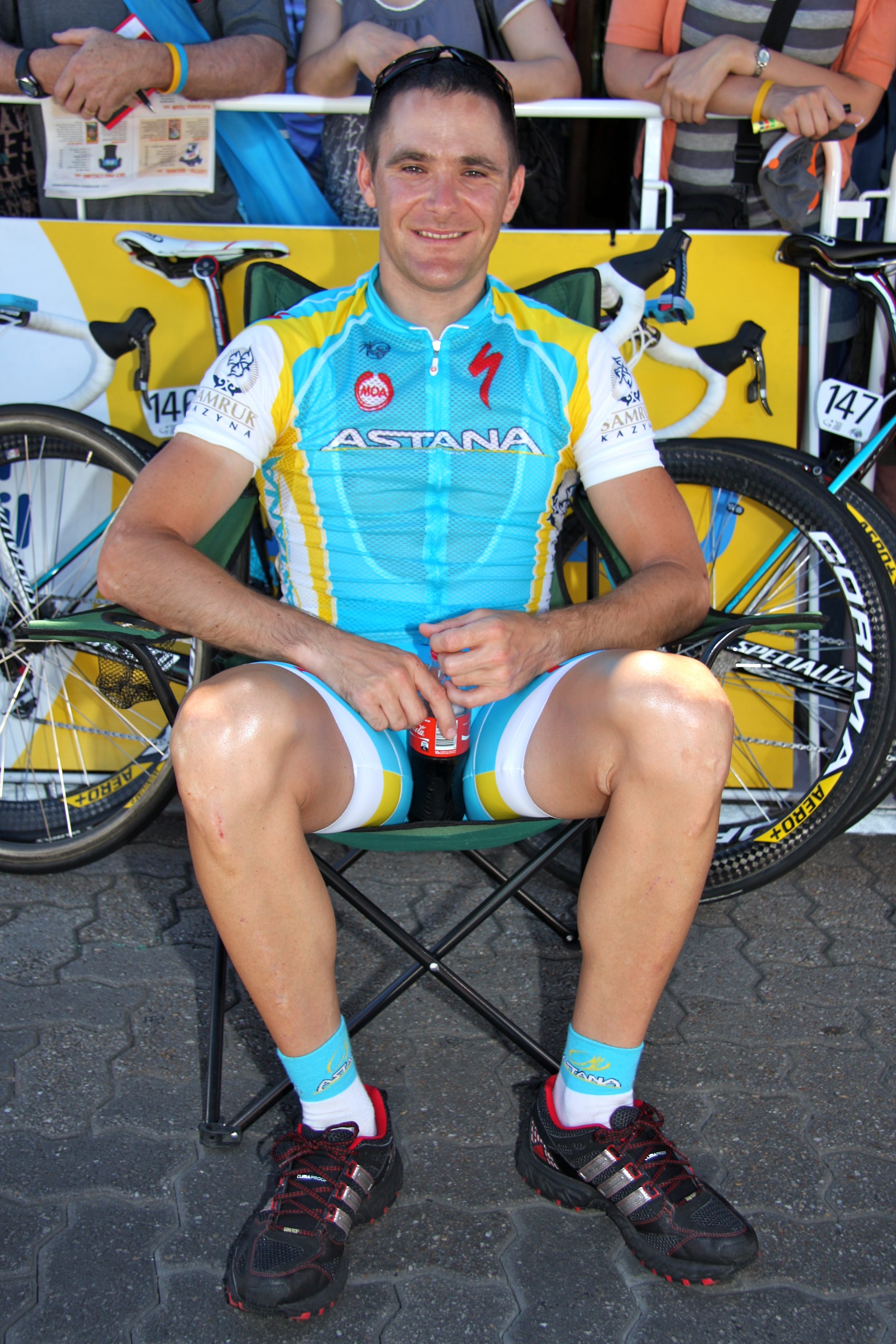
Borut Božič lors du Tour Down Under 2012

En 2012, Borut Božič rejoint l'équipe kazakhe Astana. Il est notamment deuxième de la Clásica de Almería en début de saison, huitième du Grand Prix Pino Cerami en avril. En juin, il obtient son deuxième titre de champion de Slovénie sur route. En juillet au Tour de France, Astana a pour leaders Janez Brajkovič et Alexandre Vinokourov, tandis que Božič est le sprinter de l'équipe. Il obtient deux septièmes places d'étapes en fin de course, à Brive-la-Gaillarde et Paris. Avec Janez Brajkovič et Grega Bole, il forme l'équipe slovène qui participe à la course en ligne des Jeux olympiques de Londres. Il la termine dans le peloton, à la 46e place. À la fin du mois d'août, il se classe dixième de la Vattenfall Cyclassics, sixième de la Grand Prix de la ville de Zottegem et huitième du Grand Prix de Plouay. Il participe au championnat du monde sur route dans le Limbourg néerlandais et en prend la 82e place.
En mars 2013, il se classe deuxième d'À travers les Flandres et de Gand-Wevelgem. Borut Božič chute durant Paris-Roubaix et se casse alors un poignet, ce qui l'oblige à stopper toute compétition pendant six semaines. En septembre, il est neuvième du Grand Prix de Plouay et cinquième du Grand Prix de Fourmies, puis dispute le championnat du monde sur route à Florence.
En 2014, Božič est troisième d'À travers les Flandres, septième du Grand Prix E3. Il participe au Tour d'Italie, pour lequel il est sélectionné tardivement, en remplacement de coéquipiers n'ayant pas obtenu de passeport à temps. Chargé d'aider Fabio Aru et Michele Scarponi, il obtient davantage de liberté après que ce dernier perd toute chance de victoire lors de la première étape de montagne. Božič prend ainsi la dixième place de la treizième étape et la neuvième place de la dernière étape, disputées au sprint. Fin 2014, La Gazzetta dello Sport révèle qu'il fait partie des clients du controversé médecin italien Michele Ferrari.

### 2016: chez Cofidis
En septembre 2015, le transfert de Božič dans l'équipe Cofidis est annoncé. Ce transfert est une demande du chef de file de Cofidis, le sprinteur Nacer Bouhanni. Au mois d'août il fait le choix de s'engager avec la formation Bahrain-Merida à partir de 2017.

### 2017-2018: fin de carrière chez Bahrain-Merida
Il passe deux saisons au sein de l'équipe, puis arrête sa carrière de coureur, pour intégrer le staff de Bahrain-Merida.

### Reconversion
En 2019, il travaille comme directeur sportif pour Bahrain-Merida après avoir pris sa retraite de coureur à la fin de l'année dernière[C'est-à-dire ?]. 

#### Suspension pour violations du règlement antidopage
Le 15 mai 2019, il est suspendu par son équipe, à titre provisoire, dans le cadre de l'opération Aderlass, une enquête policière en Autriche sur des faits présumés de dopage. Il est suspecté d'avoir utilisé des méthodes interdites en 2012 et 2013, alors qu'il courait à l'époque au sein de l'équipe Liquigas,. 
Le 9 octobre 2019, il est suspendu deux ans, par l'UCI, jusqu'au 14 mai 2021 « pour des violations du règlement antidopage commises en 2011 et 2012 ».

## Palmarès et classements mondiaux

### Palmarès par années
| - 2002 - 5eb étape du Grand Prix Guillaume Tell - 2004 - 2e étape de la Jadranska Magistrala - 2e et 3e étapes du Tour de Slovénie - 6e étape du Tour de Serbie - 2e du Grand Prix Krka - 3e de la Jadranska Magistrala - 3e du Circuit des bords flamands de l'Escaut - 2005 - Jadranska Magistrala : - Classement général - 2e étape - 3e étape du Tour de l'Avenir - 2e du Poreč Trophy - 2006 - 4e, 11eb et 13e étapes du Tour de Cuba - Istrian Spring Trophy : - Classement général - Prologue - 1re étape du Circuit des Ardennes - 1re, 2e et 7e étapes de l'Olympia's Tour - 1re et 4e étapes du Tour de Slovénie - 2e du Circuit des Ardennes - 3e du Poreč Trophy - 2007 - Grand Prix Kranj - Classement général du Tour de la Région wallonne - 3e étape du Tour d'Irlande - 2008 - Champion de Slovénie sur route - 5e étape de l'Étoile de Bessèges - 4e étape du Tour d'Andalousie - 2e étape du Delta Tour Zeeland | - 2009 - 2e et 3e étapes du Tour de Belgique - 1re étape du Tour de Pologne - 1re étape du Tour du Limousin - 6e étape du Tour d'Espagne - 3e du Ster Elektrotoer - 3e de Paris-Tours - 2010 - 1re et 2e étapes de l'Étoile de Bessèges - 7e étape du Tour de Grande-Bretagne - 2e du Tour de Grande-Bretagne - 3e du championnat de Slovénie du contre-la-montre - 2011 - 5e étape du Tour de Suisse - 3e de la Vattenfall Cyclassics - 7e du championnat du monde sur route - 2012 - Champion de Slovénie sur route - 2e de la Clásica de Almería - 8e du Grand Prix de Plouay - 10e de la Vattenfall Cyclassics - 2013 - 2e d'À travers les Flandres - 2e de Gand-Wevelgem - 9e du Grand Prix de Plouay - 2014 - 3e d'À travers les Flandres - 8e du Grand Prix E3 - 2015 - 3e du championnat de Slovénie sur route |  |

### Résultats sur les grands tours

#### Tour de France
4 participations
- 2011 : 136e
- 2012 : 129e
- 2016 : abandon (17e étape)
- 2017 : 160e

#### Tour d'Italie
2 participations
- 2011 : abandon (11e étape)
- 2014 : 124e

#### Tour d'Espagne
1 participation
- 2009 : 102e, vainqueur de la 6e étape

### Classements mondiaux
| Année                  | 2005 | 2006 | 2007 | 2008 | 2009 | 2010 | 2011 | 2012 | 2013 | 2014 | 2015 | 2016 |
| ---------------------- | ---- | ---- | ---- | ---- | ---- | ---- | ---- | ---- | ---- | ---- | ---- | ---- |
| Calendrier mondial UCI |      |      |      |      | 102e | 266e |      |      |      |      |      |      |
| UCI World Tour         |      |      |      |      |      |      | 78e  | 143e | 70e  | 123e | nc   |      |
| UCI America Tour       | 178e | 67e  |      |      |      |      |      |      |      |      |      |      |
| UCI Europe Tour        | 88e  | 51e  | 18e  | 30e  | 16e  | 30e  |      |      |      |      |      | 481e |